# 3496 Arieso
3496 Arieso (1977 RC) là một tiểu hành tinh bay qua Sao Hỏa được phát hiện ngày 5 tháng 9 năm 1977 bởi Hans-Emil Schuster ở Đài thiên văn La Silla.